# Lijst van burgemeesters van Geraardsbergen
Dit is een lijst van burgemeesters van de gemeente Geraardsbergen (provincie Oost-Vlaanderen).
- 1474-1476: Pieter I van den Dale
- 1486-1487: Geeraard van Cuelsbroec[1]
- 1528?-1528?: Jan van Waesberghe[2]
- 1530-1596?: Marcus Nevianus (Marc Neefs of De Neve)[bron?]
- 1540-1540: Jan van den Dale
- 1541-1543?: Raesse Zoetens
- 1547?-1548?: Jan van Yedeghem
- 1551-1551?: Jan van Yedeghem
- 1554?-1554?: Olivier de Crudenaere
- 1556-1557?: Adolf van Quickelberghe
- 1562-1562: Joos van Darthuysen
- 1567-1569: Dehoves Hendrick
- 1569-1570: Adolf van Quickelberghe
- 1570-1570: Nicolaes Heyns
- 1571-1571: Dehoves Hendrick
- 1573-1573: Jan van Yedeghem
- 1574-1575: Nicolaes Heyns
- 1576-1576: Gommaer d'Audenfort[3]
- 1577-1577: Van Compostelle Gheeraert
- 1577-1578: Adriaen Zeghers
- 1579-1579: Van Compostelle Gheeraert
- 1580-1585?: Adriaen Zeghers
- 1589-1591?: Jheronimus van Yedeghem
- 1593-1593: van Baersdorp Philippus
- 1594-1595: Van Compostelle Gheeraert
- 1596-1596: van Baersdorp Philippus
- 1598-1599: Van Compostelle Gheeraert
- 1608?-1608: Charles de Herselles
- 1609-1609?: van Baersdorp
- 1613-1613: Guillaume Damman
- 1615-1615: vanden Eechoute Charles
- 1616-1616: Charles de Herselles
- 1617-1617: François van Iedeghem
- 1618-1618: vanden Eechoute Charles
- 1619-1619: Antoon François de Grutere
- 1620-1620: Guillaume Damman
- 1621-1621: François van Iedeghem
- 1622-1622: Antoon François de Grutere
- 1623-1623: vanden Eechoute Charles
- 1625-1626: Antoon François de Grutere
- 1627-1627: Guillaume Damman
- 1628-1630: vanden Eechoute Charles
- 1631-1632: Antoon François de Grutere
- 1637-1637: vanden Eechoute Charles[4]
- 1638-1638: Guillaume Damman[5]
- 1641-1641: Jacobus Colins
- 1642-1642: van Waesberghe Gillis[4]
- 1648-1648: van Waesberghe Gillis
- 1649-1650?: Antoon François de Grutere
- 1652?-1652?: Jacobus Colins
- 1654?-1656: Pieter de Crane
- 1657-1658: Anthoon van Cauteren
- 1659-1661: Jacobus Colins
- 1662-1662: Anthoon van Cauteren
- 1663-1663: Jacobus Colins
- 1664-1664: Marc Antoine de Partz
- 1665-1665: Jacobus Colins
- 1666-1667: Marc Antoine de Partz
- 1668-1668: jonkheer De Grutere
- 1669-1669: Marc Antoine de Partz
- 1670-1670: Charles de Boudry
- 1671-1672: Charles de Colins
- 1673-1674: Amout van Ursel
- 1675-1678: Charles de Colins
- 1679-1679: Amout van Ursel
- 1680-1680: Charles de Colins
- 1681-1682: Wratislas Eusebius d'Hembise
- 1683-1686: Cornelis Damman
- 1687-1688: de La Court Floris
- 1689-1689: Cornelis Damman
- 1690-1690: de La Court Floris
- 1691-1691: Wratislas de Partz
- 1692-1692: Michiel de Crane
- 1693-1693: Cornelis Damman
- 1694-1694: Michiel de Crane
- 1695-1695: Cornelis Damman[4]
- 1696-1696: Michiel de Crane[6]
- 1697-1698: Cornelis Damman[5]
- 1699-1699: de La Court Floris[4]
- 1700-1700: Michiel de Crane
- 1701-1701: de La Court Floris
- 1702-1704: Michiel de Crane
- 1705-1705: Jean Baptiste Pyl de Bracle
- 1706-1708: Jacobus de la Court
- 1709-1709: Dominicus Droesbeke
- 1710-1710: Jacobus de la Court
- 1711-1711: Dominicus Droesbeke
- 1712-1717: Gilles-Corneille de Partz
- 1718-1722: de Gendt Franchois
- 1723-1723: Eeckman Jan Baptiste
- 1724-1724: Van Eenwyck Louis Charles
- 1725-1725: Eeckman Jan Baptiste
- 1726-1728: Van Eenwyck Louis Charles
- 1729-1729: Eeckman Jan Baptiste
- 1730-1730: Van Eenwyck Louis Charles
- 1731-1736: Gilles de Partz
- 1737-1738: Pijl Maximilianus Josephus
- 1739-1739: Jean-Baptiste de Partz[6]
- 1740-1740: Pijl Maximilianus Josephus
- 1741-1741: de Partz Jacobus Octavianus
- 1742-1742: Pijl Maximilianus Josephus
- 1743-1745: de Partz Jacobus Octavianus
- 1746-1746: Walckiers Joannes
- 1747-1750: de Partz Jacobus Octavianus
- 1751-1752: de Ghendt de Terdonckt Carolus
- 1753-1754: de Partz Jacobus Octavianus
- 1755-1757: Jean Baptist Pyl de Bracle[7]
- 1758-1759: Josse de Partz[6]
- 1759-1759: de Partz Jacobus Octavianus
- 1760-1775: Jean Baptist Pijl de Bracle[7]
- 1776-1780: Gustave de Crombeen de ter Beke[8][9]
- 1780-1784: Jean-Baptiste Lefebvre
- 1785-1790: M. Jacobus Ignatius vanden Broucke[10][11]
- 1790-1807: Jacq.-Grégoire Begheyn[12][13]
- 1808-1808: Jan Spitaels[14]
- 1808-1809: Jacq.-Grégoire Begheyn[15]
- 1810-1825: C. Bogaert[16][17]
- 1826-1830: K. Bogaert[18][19]
- 1830-1834: Adrien Spitaels (liberaal-katholiek)
- 1834-1848: Joseph Druwé (katholiek)
- 1848-1851: August Van Santen (liberaal)
- 1852-1854: Pierre Vranckx (katholiek)
- 1855-1881: Modeste De Cock (liberaal-katholiek)
- 1881-1886: Joseph van Coppenholle (katholiek)
- 1886-1895: Charles de l'Arbre (katholiek)
- 1896-1899: Frans Rens (liberaal)
- 1900-1921: Adrien Flamant (katholiek)
- 1921-1926: Gustaaf Flamant (katholiek)
- 1927-1952: Guillaume Denauw (socialist)
- 1953-1958: Robert Rens (liberaal)
- 1959-1968: Philemon Van Der Putten (CVP)
- 1968-1970: Robert Pieraert (CVP)
- 1971-1974: Gérard Vander Linden (CVP)
- 1974-1976: Adrien Van Heuverswyn (CVP)
- 1977-1994: Agnes De Munter (CVP)
- 1995-2000: Freddy De Chou (SP)
- 2001-2006: Guido De Padt (VLD)
- 2006-2011: Freddy De Chou (sp.a)
- 2011-2023: Guido De Padt (Open Vld)
- 2024-heden: Ann Panis (Open Vld)

Brussels Hoofdstedelijk Gewest:
Anderlecht · 
Brussel

Vlaanderen:
Aalst · 
Aarschot · 
Antwerpen · 
 Asse · 
Beernem · 
Bertem · 
Blankenberge · 
Brugge · 
Damme · 
De Haan · 
De Panne · 
Deerlijk · 
Deinze · 
Eeklo · 
Evergem · 
Galmaarden · 
Geraardsbergen · 
Gent · 
Halle · 
Hasselt · 
Herent · 
Herk-de-Stad · 
Herzele · 
Heusden-Zolder · 
Houthalen-Helchteren · 
Ichtegem · 
Kaprijke · 
Knokke-Heist · 
Kortemark · 
Kortenberg · 
Kortrijk · 
Leuven · 
Lichtervelde · 
Lievegem · 
Lokeren · 
Maldegem · 
Mechelen · 
Moerbeke-Waas · 
Ninove · 
Oostende · 
Oostkamp · 
Poperinge · 
Roeselare · 
Ronse · 
Sint-Lievens-Houtem · 
Sint-Niklaas · 
Sint-Truiden · 
Temse · 
Tielt · 
Tienen · 
Tongeren · 
Torhout · 
Veurne · 
Waregem · 
Wellen · 
Wetteren · 
Wichelen · 
Zaventem · 
Zedelgem · 
Zele · 
Zonhoven · 
Zottegem

Wallonië: 
Charleroi · 
's-Gravenbrakel · 
Morlanwelz · 
Ophain-Bois-Seigneur-Isaac